# Eupanacra atima
Eupanacra atima är en fjärilsart som beskrevs av Rothschild och Jordan 1915. Eupanacra atima ingår i släktet Eupanacra och familjen svärmare. Inga underarter finns listade i Catalogue of Life.